# Listă de premii jurnalistice
Aceasta este o listă de premii jurnalistice:
- Premiul Pulitzer
- Distincția „Guillermo Cano”

## În România
- Premiile „Ioan Chirilă”
- Premiul național pentru jurnalism „Nicolae Sever Cărpinișan”[1] - Vezi Nicolae Sever Cărpinișan
- Premiul „Tânărul jurnalist al anului”[2][3]
- Premiul Clubului Român de Presă (CRP)
- Premiul pentru activitate publicistică „Ion Cantacuzino”[4]